# Llista d'esmenes de la Constitució dels Estats Units

Les primeres deu esmenes a la Constitució dels Estats Units es coneixen com la "Carta de Drets".

Aquesta és la llista completa de les esmenes per a modificar la Constitució dels Estats Units. En aquesta llista, apareixen tant les esmenes que van ser ratificades pel Congrés dels Estats Units i van entrar en vigor com aquelles que no van ser ratificades. El procediment d'esmena de la Constitució està regulat per l'Article cinc de la Constitució dels Estats Units.

## Esmenes ratificades
Fins avui, s'han realitzat vint-i-set esmenes a la Constitució dels Estats Units. Les primeres deu esmenes van ser ratificades simultàniament i són conegudes com la Carta de Drets.
| Número          | Tema de l'esmena | Data de la proposta    | Data de la promulgació  | Text complet (anglès) |
| --------------- | --- | ---------------------- | ----------------------- | --------------------- |
| Primera         | Llibertat de culte, d'expressió, de premsa, petició, i de reunió                                                        | 25 de setembre de 1789 | 15 de desembre de 1791  | Text complet          |
| Segona          | Dret a posseir armes | 25 de setembre de 1789 | 15 de desembre de 1791  | Text complet          |
| Tercera         | Allotjament de soldats a casa privada en temps de pau                                                                   | 25 de setembre de 1789 | 15 de desembre de 1791  | Text complet          |
| Quarta          | Interdicció de registres i confiscacions no raonables, és necessària una ordre de registre per a buscar persones o béns | 25 de setembre de 1789 | 15 de desembre de 1791] | Text complet          |
| Cinquena        | Procés degut; autoincriminació                                                                                          | 25 de setembre de 1789 | 15 de desembre de 1791  | Text complet          |
| Sisena          | Drets de l'acusat | 25 de setembre de 1789 | 15 de desembre de 1791  | Text complet          |
| Setena          | Dret a un judici davant jurat en els casos civils                                                                       | 25 de setembre de 1789 | 15 de desembre de 1791  | Text complet          |
| Vuitena         | Fiances i multes excessives; càstigs cruels i inusuals                                                                  | 25 de setembre de 1789 | 15 de desembre de 1791  | Text complet          |
| Novena          | Drets no numerats que tenen les persones                                                                                | 25 de setembre de 1789 | 15 de desembre de 1791  | Text complet          |
| Desena          | Poders reservats per als estats o per al poble                                                                          | 25 de setembre de 1789 | 15 de desembre de 1791  | Text complet          |
| Onzena          | Immunitat dels estats davant demandes judicials estrangeres                                                             | 4 de març de 1794      | 8 de gener de 1798      | Text complet          |
| Dotzena         | Revisió del procés de les eleccions presidencials                                                                       | 9 de desembre de 1803  | 15 de juny de 1804      | Text complet          |
| Tretzena        | Abolició de l'esclavitud                                                                                                | 31 de gener de 1865    | 6 de desembre de 1865   | Text complet          |
| Catorzena       | Ciutadania, degut procés estatal, igual protecció                                                                       | 13 de juny de 1866     | 9 de juliol de 1868     | Text complet          |
| Quinzena        | Sufragi racial | 26 de febrer de 1869   | 3 de febrer de 1870     | Text complet          |
| Setzena         | Impostos federals sobre els ingressos                                                                                   | 12 de juliol de 1909   | 3 de febrer de 1913     | Text complet          |
| Dissetena       | Eleccions directes per al Senat dels Estats Units                                                                       | 13 de maig de 1912     | 8 d'abril de 1913       | Text complet          |
| Divuitena       | Llei seca (revocada per la Vint-i-unena esmena)                                                                         | 18 de desembre de 1917 | 16 de gener de 1919     | Text complet          |
| Dinovena        | Sufragi femení | 4 de juny de 1919      | 18 d'agost de 1920      | Text complet          |
| Vintena         | Inici del període del Congrés (3 de gener) i del president (20 de gener)                                                | 2 de març de 1932      | 23 de gener de 1933     | Text complet          |
| Vint-i-unena    | Revocació de la Divuitena Esmena; es permet que cada estat o localitat estableixi lleis seques                          | 20 de febrer de 1933   | 5 de desembre de 1933   | Text complet          |
| Vint-i-dosena   | Limitació del president a dos períodes                                                                                  | 24 de març de 1947     | 27 de febrer de 1951    | Text complet          |
| Vint-i-tresena  | Representació de Washington DC en el col·legi electoral                                                                 | 16 de juny de 1960     | 29 de març de 1961      | Text complet          |
| Vint-i-quatrena | Prohibició dels impostos de capitació                                                                                   | 14 de setembre de 1962 | 23 de gener de 1964     | Text complet          |
| Vint-i-cinquena | Incapacitats presidencials                                                                                              | 6 de juliol de 1965    | 23 de febrer de 1967    | Text complet          |
| Vint-i-sisena   | Es baixa el mínim per al sufragi universal a l'edat de 18 anys                                                          | 23 de març de 1971     | 1 de juliol de 1971     | Text complet          |
| Vint-i-setena   | Canvis de compensació del congrés                                                                                       | 25 de setembre de 1789 | 7 de maig de 1992       | Text complet          |

## Esmenes no ratificades
Abans que una esmena entri en vigor, ha de ser proposada als estats per un vot de dos terços en ambdues cambres del Congrés i ser ratificada per tres cambres d'aquests. Hi ha hagut sis esmenes que no han estat aprovades pel quòrum necessari en les legislatures dels estats. Quatre d'aquestes esmenes es troben actualment i tècnicament pendents de ser ratificades pels estats —les altres dues han expirat sota els seus propis termes.
| Esmena                                                | Data de la proposta    | Estat                              | Tema de l'esmena                                                           |
| ----------------------------------------------------- | ---------------------- | ---------------------------------- | -------------------------------------------------------------------------- |
| Esmena sobre designació dels congressistes            | 25 de setembre de 1789 | Està pendent                       | Designació dels representants                                              |
| Esmena sobre els títols de noblesa                    | 1 de maig de 1810      | Està pendent                       | Prohibició de títols de noblesa                                            |
| Esmena Corwin                                         | 2 de març de 1861      | Està pendent                       | Preservació de l'esclavitud en els estats del sud                          |
| Esmena sobre el treball infantil                      | 2 de juny de 1924      | Està pendent                       | El poder del Congrés per a regular el treball infantil                     |
| Esmena sobre la igualtat de drets                     | 22 de març de 1972     | Expirat 1979 o 1982 o està pendent | Prohibició de discriminació entre homes i dones                            |
| Esmena sobre el dret de vot del Districte de Colúmbia | 22 d'agost de 1978     | Expirada el 1985                   | L'equivalència de Washington DC a un estat quant a representació electoral |